# 神田 (さいたま市)
神田（じんで）は、埼玉県さいたま市桜区の大字。郵便番号は338-0812。さいたま市の難読地名の一つに数えられる。

## 地理
埼玉県さいたま市桜区北部の沖積平野（荒川低地）に位置する。白神川や鴨川などが流れる。古くは県営大久保団地付近に入間川が蛇行して流れており、そのころから集落は形成されていた。北側を白鍬や中央区八王子、西側を中央区桜丘や同上峰、南側を上大久保や大久保領家、西側を五関や宿と接する。羽根倉橋付近の荒川河川敷周辺に飛地が五か所ある。地内は宅地化が進んでいる。地内の荒川堤防ではさいたま築堤事業によって、堤防のかさ上げ工事が実施されている。

### 地価
住宅地の地価は、2015年（平成27年）1月1日の公示地価によれば、神田字作田148-3の地点で12万9000円/m2となっている。

## 歴史
もとは江戸期より存在した武蔵国足立郡植田谷領に属する神田村であった。地名については伊勢神宮の神領が存在した説によるものがある。村高は『武蔵田園簿』では199石余、『元禄郷帳』では236石余、『天保郷帳』では275石余。化政期の戸数は26軒で、村の規模は東西8町、南北4町余であった。八貫野に持添新田を領していたほか、荒川沿いの上・下大久保村、領家村のうちや、周辺4ヶ村（上・下大久保村、塚本村、五関村）の入会地に飛地があった。地名の由来は当地が伊勢太神宮の神領であったと云われていたことによる。
- 発足当初は幕府領、正保年間（1645年〜1648年）より知行は旗本打越氏であったが、後に再び幕府領となった[4]。なお、検地は1690年（元禄3年）に実施[10]。また、新田検地は1732年（享保17年）に実施[4]。
- 幕末時点では足立郡神田村であった。明治初年の『旧高旧領取調帳』の記載によると、代官大竹左馬太郎支配所が管轄する幕府領であった[11]。
- 1868年（慶応4年）6月19日 - 幕府領が武蔵知県事・山田政則（忍藩士）の管轄となる。
- 1869年（明治2年） 
  - 1月13日 - 武蔵知県事・宮原忠英の管轄区域に大宮県を設置。県庁は東京府馬喰町に置かれる。
  - 9月29日 - 県庁が浦和に置かれ浦和県に改称。
- 1871年（明治4年）11月13日 - 第1次府県統合により埼玉県の管轄となる。
- 1879年（明治12年）3月17日 - 郡区町村編制法により成立した北足立郡に属す。郡役所は浦和宿に設置。
- 1889年（明治22年）4月1日 - 町村制施行に伴い、北足立郡神田村は北足立郡上大久保村・下大久保村・五関村・植田谷領領家村・植田谷領在家村・宿村・塚本村・白鍬村・神田村・植田谷本村新田の一部と合併し、大久保村になり[12]、大久保村の大字神田となる[4]。
- 1955年（昭和30年）1月1日 - 大久保村が土合村とともに浦和市へ編入され[13]、浦和市の大字となる。
- 1971年（昭和46年） - 大字神田の一部を与野市へ編入[4]。
- 1978年（昭和53年）4月1日 - 地内に浦和市立神田小学校（現さいたま市立神田小学校）が開校する。
- 2001年（平成13年）5月1日 - 浦和市が大宮市、与野市と合併しさいたま市となり、さいたま市の大字となる。
- 2003年（平成15年）4月1日 - さいたま市が政令指定都市へ移行し、さいたま市桜区の大字となる。

## 世帯数と人口
2017年（平成29年）9月1日現在の世帯数と人口は以下の通りである。
| 大字 | 世帯数    | 人口    |
| ---- | --------- | ------- |
| 神田 | 2,265世帯 | 5,110人 |

## 小・中学校の学区
市立小・中学校に通う場合、学区（校区）は以下の通りとなる。
| 番地                                  | 小学校                     | 中学校                     |
| ------------------------------------- | -------------------------- | -------------------------- |
| 1200〜1203番地                        | さいたま市立大久保東小学校 | さいたま市立上大久保中学校 |
| 22番地、27番地 29番地、38番地2 85番地 | さいたま市立神田小学校     | さいたま市立上大久保中学校 |
| その他                                | さいたま市立神田小学校     | さいたま市立大久保中学校   |

## 交通
地区内に鉄道は敷設されていない。主にJR与野本町駅が最寄りとなるが、神田字作田148-3の地点よりおよそ2.2 km離れている。また、さいたま市桜区唯一の駅、JR西浦和駅が最寄りの地域も存在する。

### 道路
- 浦和所沢バイパス（国道463号・埼玉県道215号宗岡さいたま線。重複） - 飛地を通っている（羽根倉橋（東）交差点 - 羽根倉橋間）。
- 白神通[15]

## 地域

### 寺社・史跡
- 月讃社
- 永福寺 - 市文化財の阿弥陀如来坐像がある[7]。
- 身形神社
- 八雲神社

### 公園・緑地

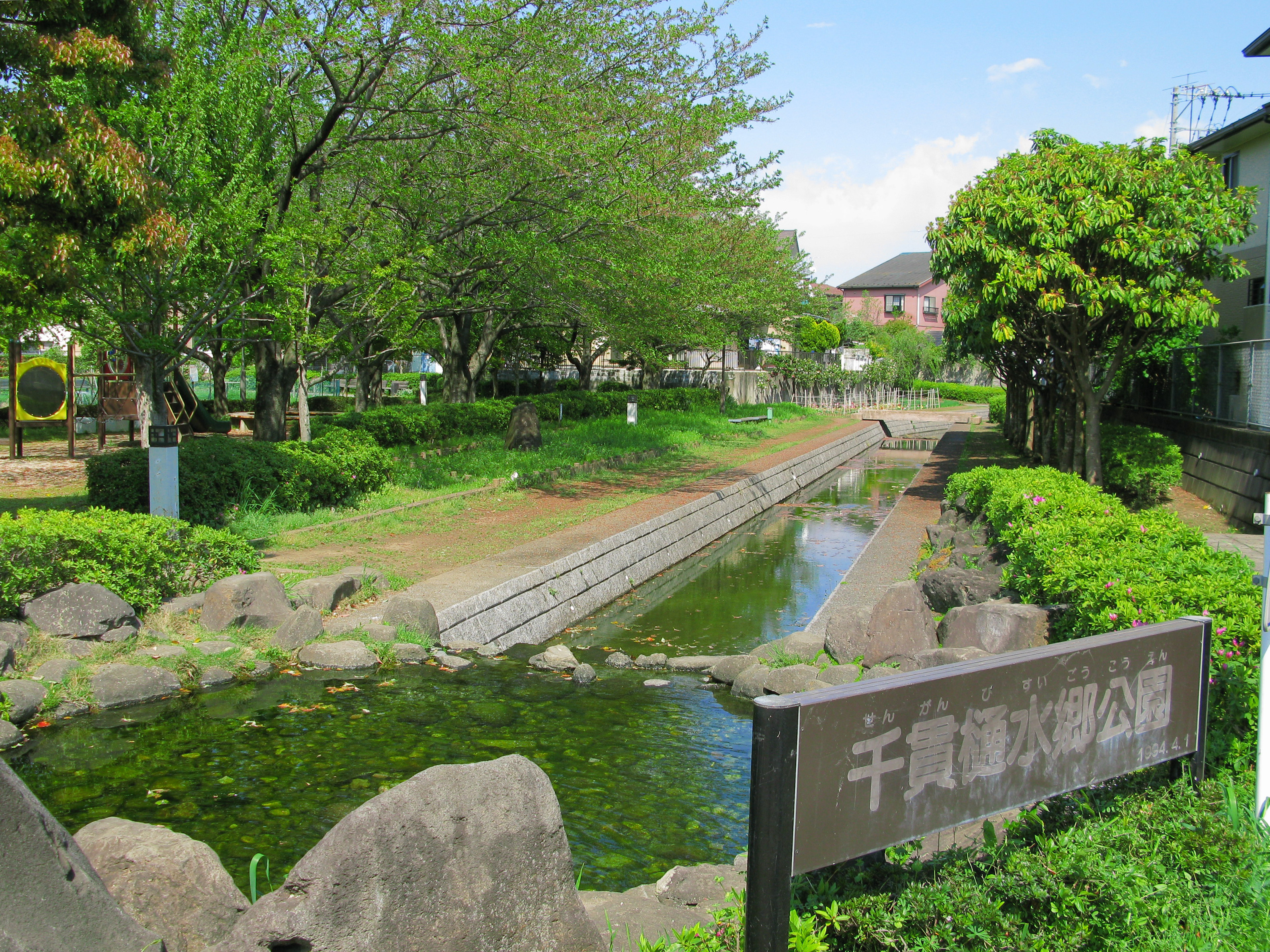
千貫樋水郷公園（水路の南側が神田）

- 千貫樋水郷公園（飛び地） - 一部が地区内に掛かる
- 神田なかよし公園
- 神田第一公園
- 神田第二公園
- 作田公園
- 天神後公園（飛び地）

### 施設
- さいたま市立神田小学校[15]
- さいたま市水道局西部配水所
- 浦和神田郵便局
- 市営神田団地
- ひまわりDoDo保育園
- 西部配水場
- 神田会館
- 動物愛護ふれあいセンター（飛び地）